# NGC 2649
NGC 2649 est une galaxie spirale intermédiaire située dans la constellation du Lynx. NGC 2649 a été découverte par l'astronome germano-britannique William Herschel en 1788.

## Caractéristiques
Sa vitesse par rapport au fond diffus cosmologique est de 4 460 ± 15 km/s, ce qui correspond à une distance de Hubble de 65,8 ± 4,6 Mpc (∼215 millions d'al).
NGC 2649 est une galaxie du champ, c'est-à-dire qu'elle n'appartient pas à un amas et qu'elle est donc gravitationnellement isolée. La classe de luminosité de cette galaxie est II-III et elle présente une large raie HI.

### Classification
Wolfgang Steinicke et le professeur Seligman classe cette galaxie comme une spirale barrée, mais on ne voit pas la présence d'une barre sur la photographie prise dans le cadre du relevé SDSS. Aussi, la classification de galaxie spirale intermédiaire par la base de données NASA/IPAC semble plus approprié.